# Sarıxanlı
Sarıxanlı är en ort i Azerbajdzjan.   Den ligger i distriktet İmişli Rayonu, i den centrala delen av landet, 180 km väster om huvudstaden Baku. Sarıxanlı ligger 7 meter över havet och antalet invånare är 6 251.
Terrängen runt Sarıxanlı är mycket platt. Närmaste större samhälle är Imishli, 12,8 km öster om Sarıxanlı. 
Trakten runt Sarıxanlı består till största delen av jordbruksmark. Runt Sarıxanlı är det ganska tätbefolkat, med 58 invånare per kvadratkilometer.